# 雷纳新镇
雷纳新镇，是西班牙安达卢西亚自治区哈恩省的一个市镇。总面积209平方公里，总人口3319人（2001年），人口密度16人/平方公里。